# 斯塔夫羅波爾區

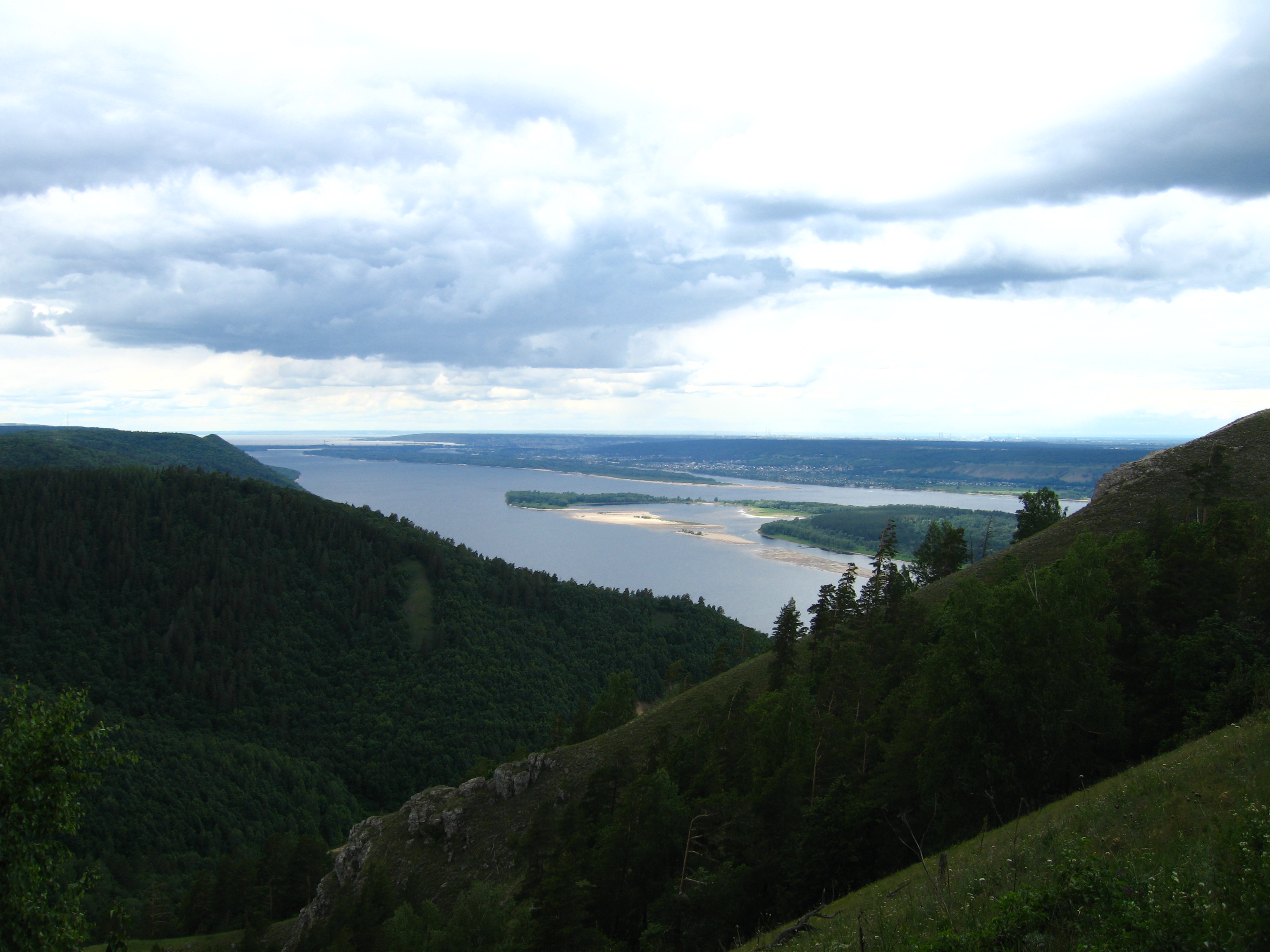

53°29′N 49°31′E / 53.483°N 49.517°E
斯塔夫羅波爾區（俄语：Ставропольский район），是俄羅斯的一個區，位於該國西南部，由薩馬拉州負責管轄，面積3,662平方公里，2010年人口54,181，人口密度每平方公里14.8人。